# ورزشگاه ملی ورشو
ورزشگاه ملی ورشو (به لهستانی: Stadion Narodowy) ورزشگاهی است که در شهر ورشو در کشور لهستان قرار دارد که مخصوص مسابقات جام ملت‌های اروپا ۲۰۱۲ ساخته شده‌است.
این ورزشگاه در تاریخ ۱۹ ژانویه ۲۰۱۲ به صورت رسمی افتتاح و اولین مسابقه فوتبال در آن در تاریخ ۲۹ ژانویه ۲۰۱۲ مابین تیم ملی فوتبال لهستان و تیم ملی فوتبال پرتغال که با نتیجه مساوی صفر بر صفر همراه بود برگزار شده است.
همچنین دیدار و مراسم افتتاحیه لیگ جهانی والیبال ۲۰۱۴ نیز در این ورزشگاه مابین تیم ملی والیبال لهستان و تیم ملی والیبال صربستان برگزار شد.

## نگارخانه

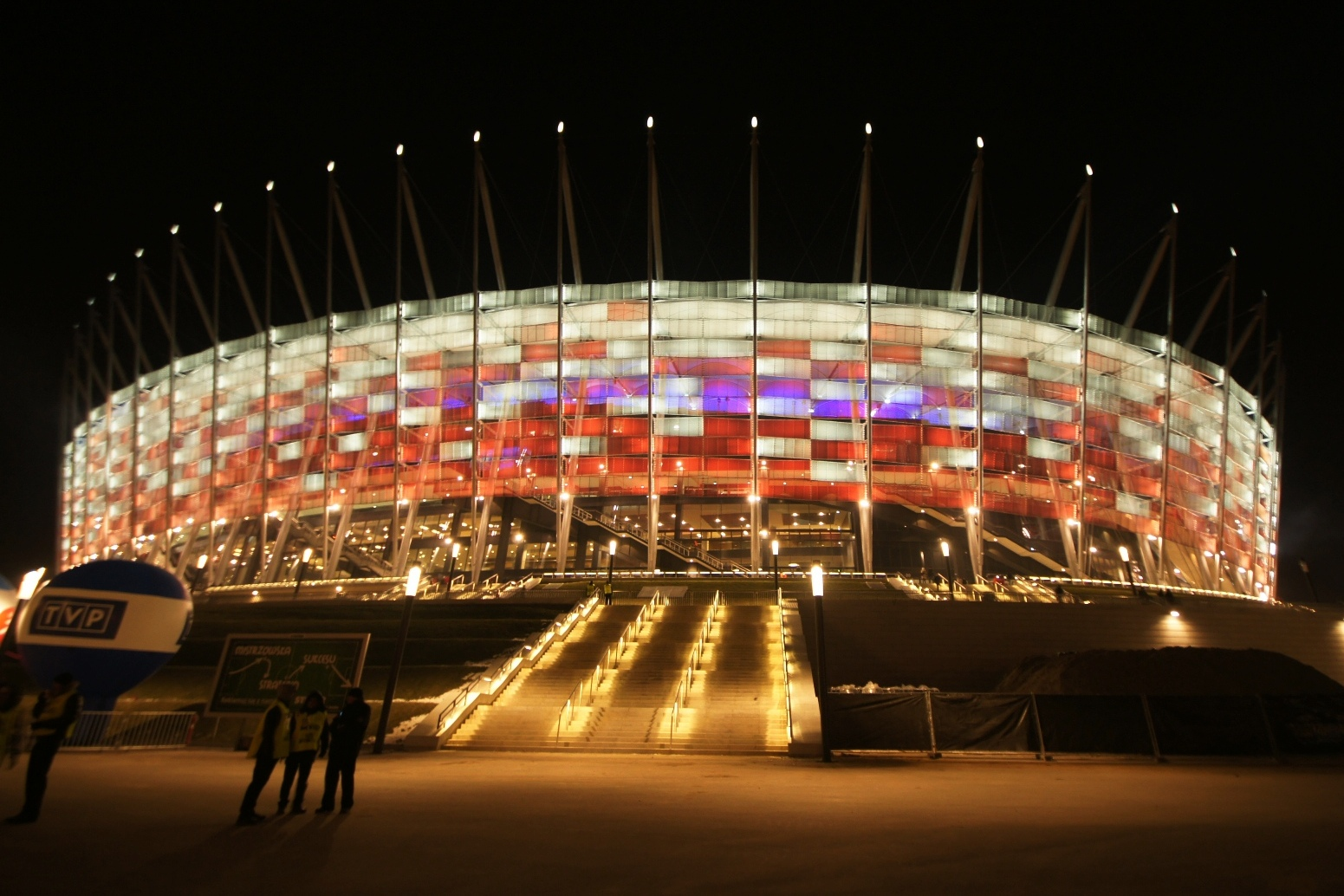
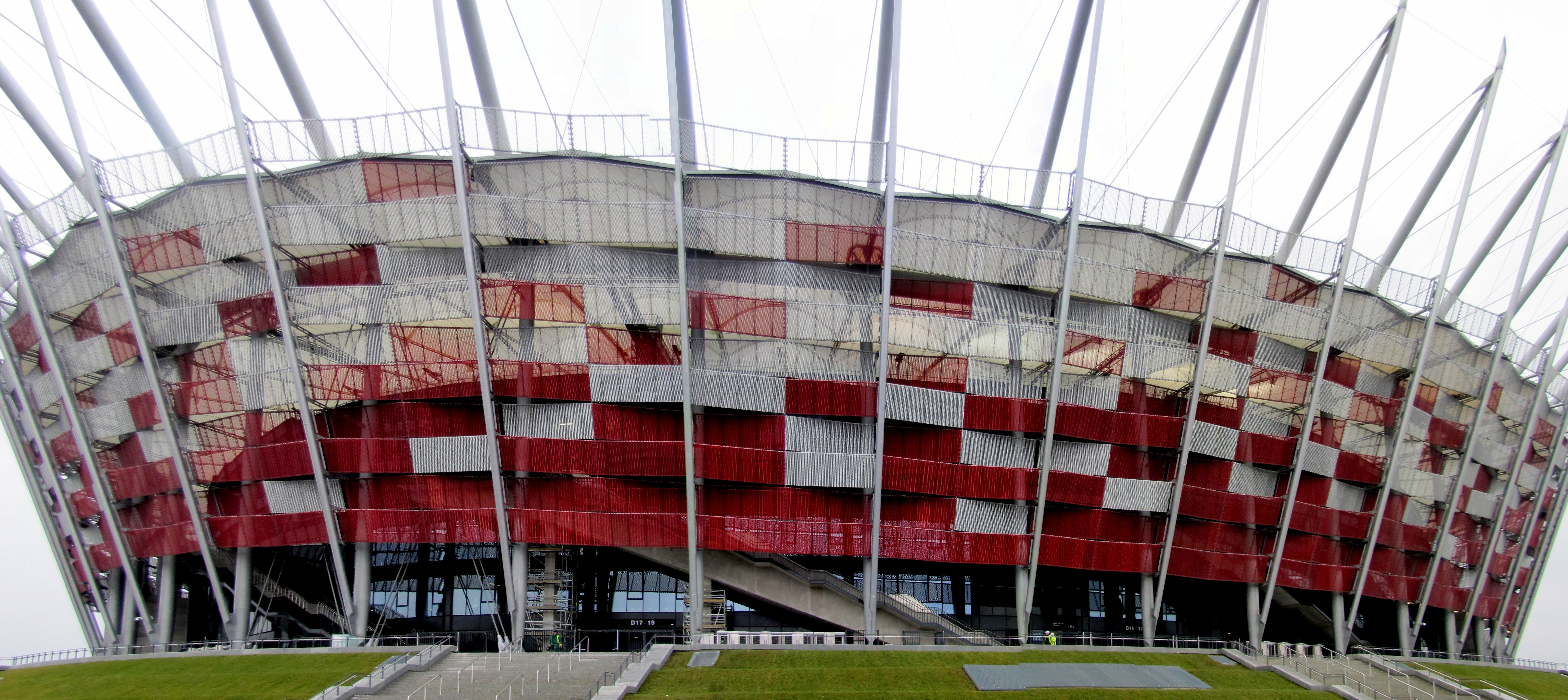
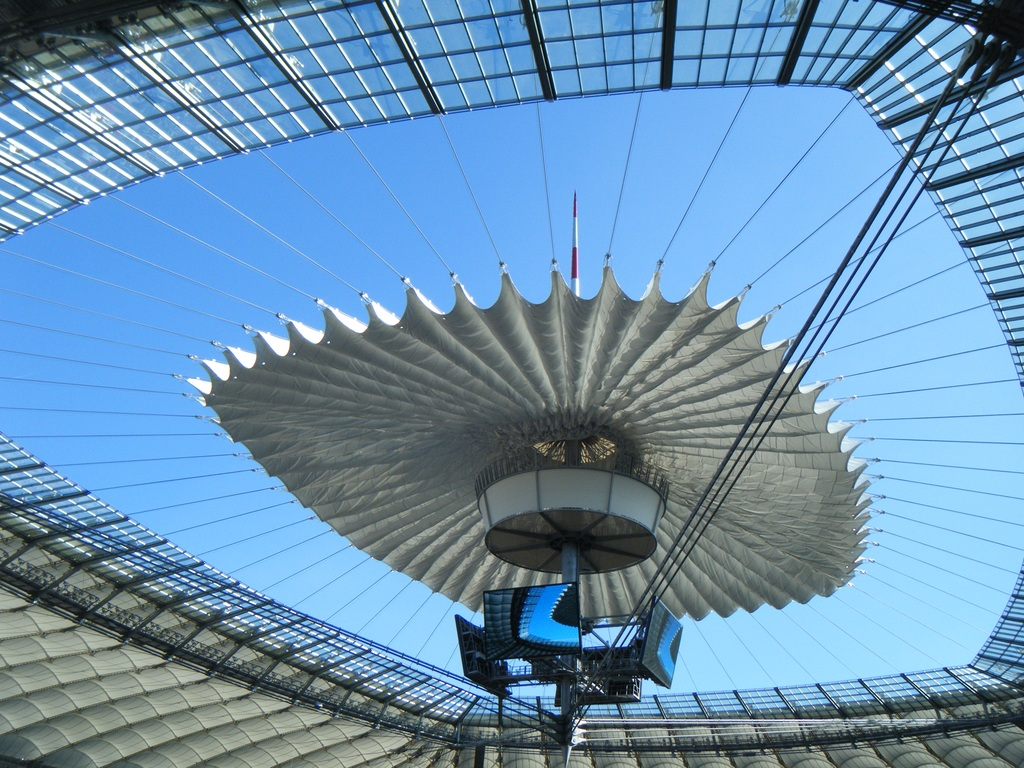
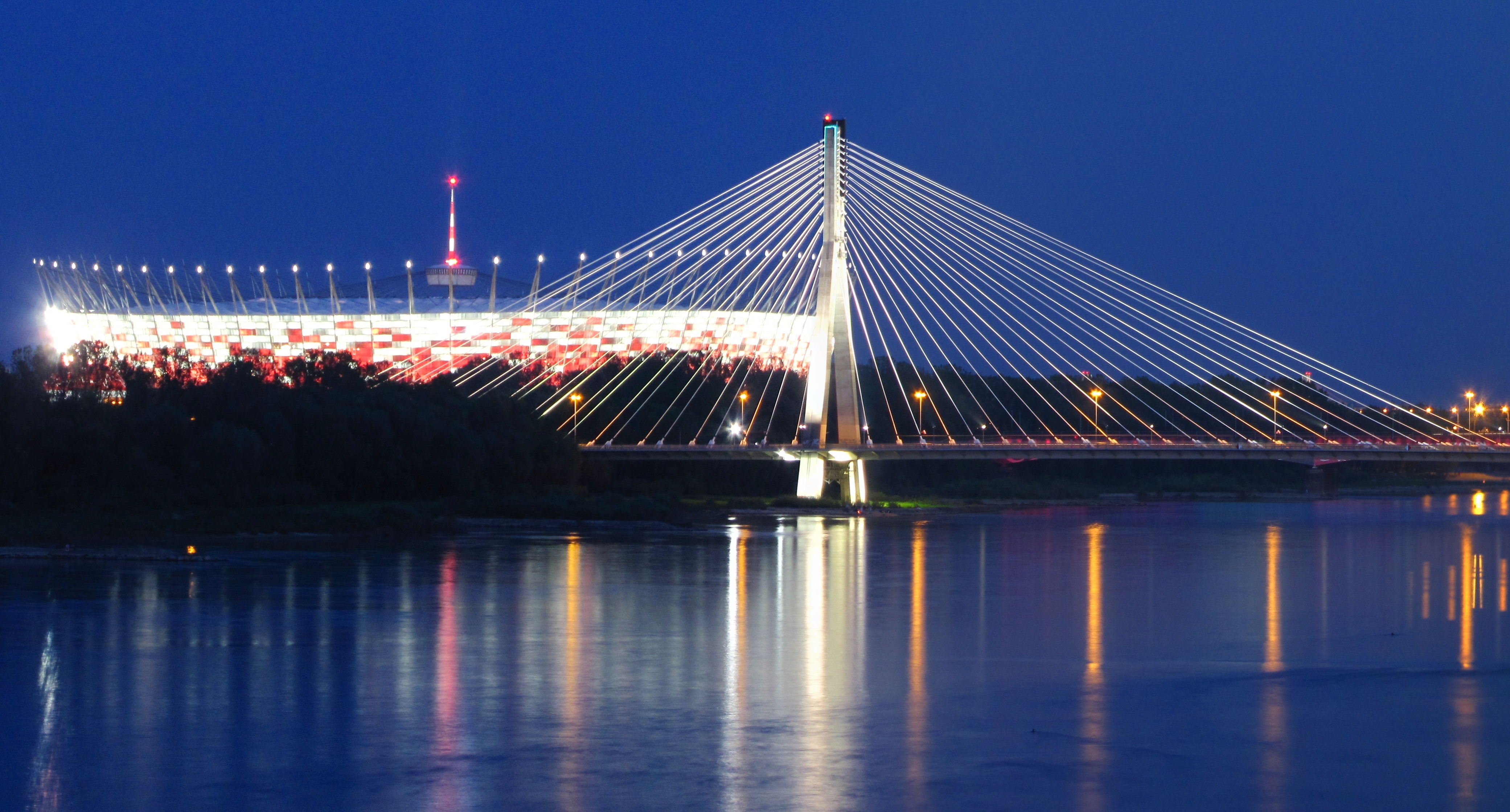
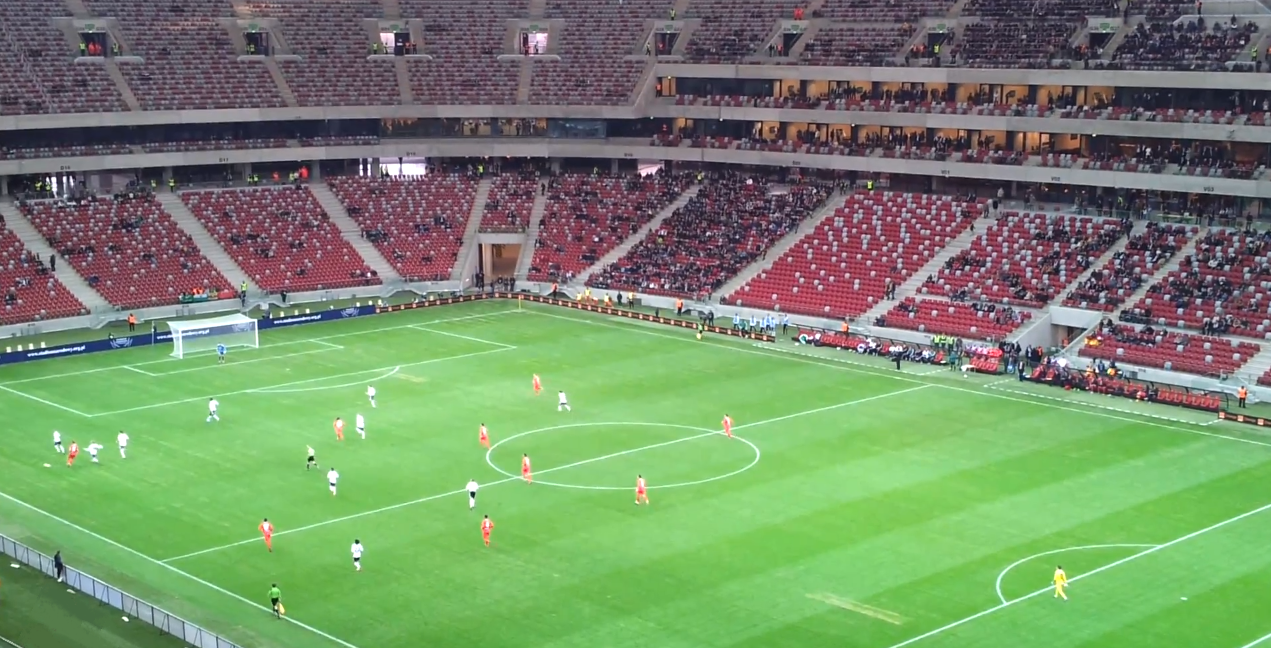